# Vanessa Kirby
Vanessa Nuala Kirby (Wimbledon, 18 de abril de 1988) é uma atriz britânica. É mais conhecida por interpretar Princesa Margaret entre 2016 a 2019 na série de televisão The Crown, da Netflix, papel que lhe rendeu o BAFTA de Melhor Atriz Coadjuvante em Televisão e uma indicação ao Emmy do Primetime de melhor atriz coadjuvante em série dramática. Ela também estrelou várias produções teatrais, ganhando três indicações para o Prêmio Ian Charleson, com Matt Trueman, da Variety, descrevendo-a como "a atriz de teatro mais excepcional de sua geração, capaz das escolhas mais inesperadas."
Kirby ganhou reconhecimento por seus papéis nos filmes de ação Mission: Impossible – Fallout e Fast & Furious Presents: Hobbs & Shaw, além de Me Before You. Em 2020, ganhou aclamação da crítica por sua atuação no drama Pieces of a Woman, pelo qual venceu a Volpi Cup de Melhor Atriz e foi nomeada ao BAFTA, Critic's Choice, Globo de Ouro, Screen Actors Guild e Oscar de Melhor Atriz.

## Filmografia

### Filme
| Ano  | Título                                          | Papel                           | Notas |
| ---- | ----------------------------------------------- | ------------------------------- | --- |
| 2010 | Love/Loss                                       | Jane                            | |
| 2012 | The Rise                                        | Nicola                          | |
| 2012 | Nora                                            | Jovem                           | Curta-metragem |
| 2013 | Charlie Countryman                              | Felicity                        | |
| 2013 | About Time                                      | Joanna                          | |
| 2014 | The Exchange                                    | Mulher                          | Curta-metragem |
| 2014 | Insomniacs                                      | Jade                            | Curta-metragem |
| 2014 | Queen & Country                                 | Dawn Rohan                      | |
| 2014 | National Theatre Live: A Streetcar Named Desire | Stella Kowalski                 | |
| 2014 | Off the Page: Devil in the Details              | Jessica                         | Curta-metragem |
| 2015 | Jupiter Ascending                               | Katharine Dunlevy               | |
| 2015 | Bone in the Throat                              | Sophie                          | |
| 2015 | Everest                                         | Sandy Hill                      | |
| 2016 | Genius                                          | Zelda Fitzgerald                | |
| 2016 | Kill Command                                    | Katherine Mills                 | |
| 2016 | Me Before You                                   | Alicia Dewares                  | |
| 2018 | Mission: Impossible – Fallout                   | Alanna Mitsopolis / White Widow | |
| 2019 | Mr. Jones                                       | Ada Brooks                      | |
| 2019 | Fast & Furious Presents: Hobbs & Shaw           | Hattie Shaw                     | |
| 2020 | Pieces of a Woman                               | Martha Carson                   | Venceu Coppa Volpi de Melhor Atriz Indicada BAFTA de melhor atriz Critics' Choice Movie Award de Melhor Atriz Globo de Ouro de melhor atriz em filme dramático Oscar de Melhor Atriz SAG Award de Melhor Atriz Principal |
| 2020 | The World to Come                               | Tally                           | |
| 2023 | Mission: Impossible – Dead Reckoning Part One   | Alanna Mitsopolis / White Widow | |
| 2023 | Napoleon                                        | Josefina de Beauharnais         | |
| 2025 | Mission: Impossible – Dead Reckoning Part Two   | Alanna Mitsopolis / White Widow | |
| 2025 | The Fantastic Four: First Steps                 | Sue Storm / Mulher Invisível    | |
| 2026 | Avengers: Doomsday                              | Sue Storm / Mulher Invisível    | |

### Televisão
| Ano       | Título                      | Papel              | Notas                                                                                            |
| --------- | --------------------------- | ------------------ | ------------------------------------------------------------------------------------------------ |
| 2011      | The Hour                    | Ruth Elms          | 3 episódios                                                                                      |
| 2011      | Great Expectations          | Estella Havisham   | Minissérie; 3 episódios                                                                          |
| 2012      | Labyrinth                   | Alice Tanner       | Minissérie; 2 episódios                                                                          |
| 2013      | Agatha Christie's Poirot    | Celia Ravenscroft  | Episódio: "Elephants Can Remember"                                                               |
| 2015      | The Dresser                 | Irene              | Filme televisivo                                                                                 |
| 2015      | The Frankenstein Chronicles | Lady Jemima Hervey | Papel principal; 7 episódios                                                                     |
| 2016–2017 | The Crown                   | Princesa Margaret  | Papel principal; 17 episódios Indicada Emmy Award de melhor atriz coadjuvante em série dramática |

## Teatrografia
| Ano  | Título                      | Dramaturgo          | Papel           | Teatro                   |
| ---- | --------------------------- | ------------------- | --------------- | ------------------------ |
| 2010 | All My Sons                 | Arthur Miller       | Ann Deever      | Octagon Theatre          |
| 2010 | Espectros                   | Henrik Ibsen        | Regina          | Octagon Theatre          |
| 2010 | Sonho de uma Noite de Verão | William Shakespeare | Helena          | Octagon Theatre          |
| 2010 | As You Like It              | William Shakespeare | Rosalind        | West Yorkshire Playhouse |
| 2011 | Women Beware Women          | Thomas Middleton    | Isabella        | Royal National Theatre   |
| 2011 | The Acid Test               | Anya Reiss          | Dana            | Royal Court Theatre      |
| 2012 | As Três Irmãs               | Anton Chekhov       | Masha           | Young Vic                |
| 2013 | Edward II                   | Christopher Marlowe | Isabella        | Royal National Theatre   |
| 2014 | A Streetcar Named Desire    | Tennessee Williams  | Stella Kowalski | Young Vic                |
| 2016 | Tio Vânia                   | Anton Chekhov       | Elena           | Almeida Theatre          |